# Russell Brand
Russell Edward Brand (Grays, 4 giugno 1975) è un comico, conduttore televisivo, conduttore radiofonico, attore, attivista, scrittore e produttore cinematografico britannico.

## Carriera
Brand nasce a Grays, nell'Essex, il 4 giugno del 1975, figlio unico di Ronald Henry Brand, un fotografo, e di Barbara Elizabeth Nichols, una casalinga. I genitori si separarono quando lui non aveva che sei mesi di vita e, di conseguenza, venne cresciuto dalla madre. Trascorse un'infanzia molto difficile. All'età di sette anni, un suo insegnante abusò sessualmente di lui, mentre, tra gli otto ed i nove anni, vennero diagnosticati a sua madre una forma di cancro uterino, prima, ed un tumore al seno dopo, costringendolo a vivere presso dei parenti per lunghi periodi.
Da ragazzo, gli furono diagnosticati la sindrome da deficit di attenzione e iperattività ed il disturbo bipolare e, per un certo periodo della sua adolescenza, ha sofferto di bulimia nervosa e praticato autolesionismo. È vegetariano dall'età di 14 anni. Lasciò la casa materna all'età di 16 anni, a causa del suo rapporto sempre più teso e conflittuale con il compagno della madre. Proprio in quel periodo, Brand ebbe le sue prime esperienze con la droga, quali la cannabis, l'amfetamina, l'LSD e l'ecstasy.
Brand ha ottenuto il successo sul piccolo schermo in Gran Bretagna presentando un noto programma televisivo, e per il suo show radiofonico, oltre ad altri lavori televisivi. Inoltre è apparso in numerosi film, fra cui Racconti incantati della Disney (2009), e Non mi scaricare (2008). È noto per varie controversie che lo hanno accompagnato nei media inglesi, come le telefonate burla nel 2008, che portarono al suo licenziamento dalla BBC, in seguito a messaggi volgari lasciati sulla segreteria di un noto attore inglese settantottenne, Andrew Sachs. La questione aveva sollevato aspre critiche da parte del pubblico e occupato per giorni le prime pagine dei tabloid britannici.
Ha condotto gli MTV Video Music Awards 2009. È anche un cantante e uno scrittore. Ha iniziato come attore drammatico per poi diventare un comico. Nel 2010 riprende i panni della rock star Aldous Snow, già interpretato in Non mi scaricare, nel film In viaggio con una rock star al fianco di Jonah Hill. Nel 2011 è l'attore che interpreta il protagonista del video dei Noel Gallagher's High Flying Birds AKA...What A Life. Nel 2012 è nel cast di Rock of Ages. Nello stesso anno partecipa alla Cerimonia di chiusura dei Giochi della XXX Olimpiade dove canta Pure Imagination (canzone del film Willy Wonka e la fabbrica di cioccolato) e I Am the Walrus (cover dei Beatles) entrambi in collaborazione con la London Symphony Orchestra e con i Bond (gruppo musicale).

## Vita privata
Brand è stato sposato con Katy Perry dal 23 ottobre del 2010 al 30 dicembre del 2011. I due si conobbero nell'estate del 2009, durante le riprese del film In viaggio con una rock star, di cui Brand era il coprotagonista e dove la Perry figurava in un cameo (scena poi rimossa dal montaggio definitivo della pellicola). La Perry e Brand cominciarono poi ad uscire insieme dopo essersi incontrati nuovamente agli MTV Video Music Awards nel settembre dello stesso anno, dove Brand era uno dei presentatori. Fidanzatisi dunque nel dicembre del 2009, durante un viaggio in India, i due si sposarono con una cerimonia tradizionale hindu nei pressi del tempio della tigre di Ranthambhore, nel Rajasthan.
Tra il 2013 e il 2014 ha frequentato la produttrice televisiva Jemima Goldsmith. Dopo aver vissuto per alcuni anni a Los Angeles (in California), Brand attualmente risiede in pianta stabile a Shoreditch, un'area di Londra, assieme all'attuale compagna, sposata nel 2017, la blogger scozzese Laura Gallacher, dalla quale ha avuto una figlia, Mabel, nata nel novembre del 2016.

## Controversie
A settembre 2023, Brand è stato accusato di violenza sessuale e stupro da parte di diverse donne, con presunti reati avvenuti tra il 1999 e il 2005, come riportato dai media britannici Channel 4 e il Sunday Times.
Brand ha negato le accuse, sostenendo che le sue relazioni sono sempre state consensuali. A seguito di queste denunce, la polizia britannica lo ha accusato formalmente di stupro e violenza sessuale e dovrà comparire in tribunale a Londra il 2 maggio 2025.

## Filmografia

### Attore

#### Cinema
- Penelope, regia di Mark Palansky (2006)
- St. Trinian's, regia di Oliver Parker e Barnaby Thompson (2007)
- Non mi scaricare (Forgetting Sarah Marshall), regia di Nicholas Stoller (2008)
- Racconti incantati (Bedtime Stories), regia di Adam Shankman (2008)
- In viaggio con una rock star (Get Him to the Greek), regia di Nicholas Stoller (2010)
- The Tempest, regia di Julie Taymor (2010)
- Arturo (Arthur), regia di Jason Winer (2011)
- Rock of Ages, regia di Adam Shankman (2012)
- Katy Perry: Part of Me, regia di Dan Cutforth e Jane Lipsitz (2012) - cameo
- Paradise, regia di Diablo Cody (2013)
- Io, Dio e Bin Laden (Army of One), regia di Larry Charles (2016)
- 4 ragazzi e la magica creatura (Four Kids and It), regia di Andy De Emmony (2020)
- Assassinio sul Nilo (Death on the Nile), regia di Kenneth Branagh (2022)
- Catherine (Catherine Called Birdy), regia di Lena Dunham (2022)

#### Televisione
- Big Time Rush – serie TV, 2 episodi (2011)
- Ballers – serie TV, 14 episodi (2018-2019)

### Doppiatore
- Cattivissimo me (Despicable Me), regia di Pierre Coffin e Chris Renaud (2010)
- I Simpson (The Simpsons) - serie TV, 1 episodio (2011)
- Hop, regia di Tim Hill (2011)
- Cattivissimo me 2 (Despicable Me 2), regia di Pierre Coffin e Chris Renaud (2013)
- Trolls, regia di Mike Mitchell e Walt Dohrn (2016)
- Minions 2 - Come Gru diventa cattivissimo (Minions 2: The Rise of Gru), regia di Kyle Balda (2022)

### Produttore
- Arturo (Arthur), regia di Jason Winer (2011)

## Doppiatori italiani
Nelle versioni in italiano delle opere in cui ha recitato, Russell Brand è stato doppiato da:
- Emiliano Coltorti in Arturo, Rock of Ages, Ballers
- Riccardo Niseem Onorato in Racconti incantati, Assassinio sul Nilo
- Sacha De Toni in Non mi scaricare
- Simone D'Andrea in In viaggio con una rock star
- Gabriele Lopez in Big Time Rush
- Oreste Baldini in Io, Dio e Bin Laden

Da doppiatore è sostituito da:
- Nanni Baldini in Cattivissimo me, Cattivissimo me 2, Minions 2 - Come Gru diventa cattivissimo
- Emiliano Coltorti in Trolls
- DJ Francesco in Hop